# شمس‌الدین واعظی سبزواری
شمس‌الدین واعظی سبزواری (به عربی: شمس الدين الواعظي السبزواري) (با نام کامل (به عربی: الشيخ شمس الدين بن الشيخ حامد بن الشيخ عبد القهّار الواعظي السبزواري)) یکی از مراجع تقلید شیعه دوازده امامی در عراق می‌باشد.
وی از شاگردان سید ابوالقاسم خویی و سید محسن حکیم در شهر نجف عراق بود.

## استادان
تعدادی از استادان وی عبارتند از:
1. سید میرزا حسن موسوی بجنوردی
2. سید ابوالقاسم موسوی خویی
3. پدرش، حامد واعظی سبزواری[۲][۳]
4. محمّد سبزواری
5. فاضل لنکرانی
6. مجتبی لنکرانی
7. سید حسن حیدری
8. کاظم تبریزی
9. استاد احمد امین[۱]

## آثار
بخشی از آثار وی عبارتند از:
1. الإشارات إلی التبلیغ والمبلِّغ والمبلَّغ له.
2. کتاب الإشارات فی مدارک الأحکام .
3. بدایة الوصول لکنه علم الأُصول.
4. الإشارات إلی أسرار البسملة.
5. تعلیقه علی منهاج الصالحین.
6. رسالة فی أحکام النساء.
7. کتاب الکشف الجلی.
8. المسائل المستحدثة.
9. مسائل فی الخمس.
10. رسالة فی الخمس.
11. منهاج الصالحین.
12. رسالة فی التقیة.
13. رسالة فی الربا.
14. مناسک الحج[۱]